# Jeff Jones
Jeff Jones este un basist canadian. A devenit cunoscut pentru prima dată ca membru al trupei de gospel rock Ocean. Single-ul lor din 1971 "Put Your Hand in the Hand" a primit disc de aur pe 3 mai 1971. Formația s-a destrămat în 1975. 